# Gradualisme
Gradualisme is het concept dat duurzame en robuuste veranderingen het gevolg zijn van kleine, opeenvolgende en accumulerende discrete stappen, in plaats van abrupte veranderingen, zoals revoluties of sprongsgewijze veranderingen.
In de natuurwetenschappen staat gradualisme voor geleidelijke, langzame, regelmatige en accumulerende veranderingen. In de geologie staat het voor het concept dat de Aarde geleidelijk door aanhoudende natuurlijke processen en mechanismen gevormd is. In de biologie staat gradualisme voor geleidelijke evolutie van populaties, waarbij eigenschappen van individuen binnen een populatie over opeenvolgende generaties veranderen.
Een andere betekenis van gradualisme is een benaming voor geleidelijke en voorzichtige politieke hervormingsstrategieën

## Natuurwetenschap

### Uniformitarianisme in de geologie
In de natuurwetenschappen staat gradualisme (voornamelijk in de geologie, paleontologie en evolutiebiologie) voor een theoretisch principe dat stelt dat een ingrijpende 'verandering' in de eigenschappen van een bepaalde en benoemde entiteit (of een als zodanig herkend, geklasseerd en bepaald model voor een categorie van gelijkaardige dingen) het cumulatieve resultaat is van een langzaam maar continu proces van geleidelijke voortgang in een continuüm (een productielijn met open einde) van opeenvolgende gebeurtenissen in de tijd.
De eerste geleerde die de geschiedenis van de Aarde vanuit het gradualisme benaderde was de Schotse geoloog James Hutton rond 1795. Huttons ideeën werden overgenomen en verder uitgewerkt door Charles Lyell in diens boek Principles of Geology.

### Fyletisch gradualisme in de biologie
Charles Darwin, een student van Lyell, paste de uniformitarische methodologie en theorie toe in de biologie. Darwin nam met name het principe over dat geen kracht of verschijnsel dat tegenwoordig kan worden waargenomen, niet ook in het verleden gold en andersom. Volgens het uniformitarisme is het heden de sleutel tot het verleden. Darwin stelde dat het evolutionaire proces geleidelijk is, en niet met grote sprongen (saltationisme) gaat omdat:
- saltaties op dat moment (nog) niet waren opgemerkt
- grote of extreme afwijkingen van de gebruikelijke fenotypische variatie een grotere kans hebben nadelig te zijn en derhalve door de natuurlijke selectie zullen worden afgevoerd.
- natuurlijke selectie in gevallen van optredende grote afwijkingen een conserverende kracht is.

Dit wordt fyletisch gradualisme genoemd.
Gradualisme werd in de negentiende-eeuwse geologie vaak tegenover het catastrofisme van onder andere de Franse geoloog Georges Cuvier gesteld. Later werd in de biologie en de zich ontwikkelende genetica het gradualisme als concurrent van het saltationisme beschouwd en als onverenigbaar met het concept van zogenaamde macromutaties. Een bekende voorstander van macromutaties was de Duitse geneticus Richard Goldschmidt, wiens hypothese het "hopeful monster" genoemd wordt. In de wetenschappelijke gemeenschap hebben macromutaties echter nooit grote instemming gehad, de meeste geleerden zagen in het begin van de 20e eeuw al meer in het neodarwinisme.
In de jaren 70 van de vorige eeuw werd het fyletisch gradualisme definitief verworpen, met name dankzij het werk van de evolutiebiologen Stephen Jay Gould en Niles Eldredge. Deze postuleerden de tegenwoordig algemeen aanvaarde hypothese van punctuated equilibrium.
Puntuated equilibrium aanvaardt dat evolutie met grote sprongen kan plaatsvinden, al is de sprong of saltatie niet een noodzakelijk mechanisme noch het belangrijkste mutatiemechanisme. Evolutie kan volgens de hypothese van punctuated equilibrium sneller verlopen dan vroeger gedacht. Er kunnen meer mutaties optreden onder langdurig aanhoudende en bedreigende stress, onder geologisch korte veranderde omstandigheden in de biotoop of door de omgeving van de opeenvolgende generaties van een populatie (bijvoorbeeld klimaatveranderingen) of onder invloed van verhoogde mutagene factoren in de omgeving, bijvoorbeeld ioniserende straling).
Het idee van catastrofes (in het bijzonder het daaraan gekoppelde begrip contingentie, bijvoorbeeld het onvoorzienbare ongeval) is opnieuw opgevat door Stephen Jay Gould en anderen. Het modelvoorbeeld is de Chicxulubkrater in Yucatán: een getuige van een meteorietinslag die 65 miljoen jaar geleden het uitsterven van de dinosauriërs kan hebben veroorzaakt. Het contingentie-idee van Gould leidde tot de school der 'pluralisten' die een grotere plaats inruimen voor het toeval in de geschiedenis van het leven op Aarde.
Een modern voorstander en verdediger van het belang van gradualisme in de evolutiebiologie is Richard Dawkins. Hij verwoordt dat in zijn boek Climbing Mount Improbable, in het Nederlands vertaald als Het toppunt der onwaarschijnlijkheid.